# Every Time (bài hát của Janet Jackson)
"Every Time" là một bài hát của ca sĩ người Mỹ Janet Jackson nằm trong album phòng thu thứ sáu của cô The Velvet Rope (1997). Nó được phát hành như là đĩa đơn thứ 6 và cũng là cuối cùng từ album vào ngày 17 tháng 11 năm 1998, bởi Virgin Records. Bài hát sáng tác bởi Jackson, Jimmy Jam & Terry Lewis với sự tham gia hỗ trợ viết lời từ René Elizondo, Jr..
Bài hát nhận được những phản ứng tích cực từ các nhà phê bình âm nhạc. Về mặt thương mại, nó đạt được những thành công nghèo nàn trên các bảng xếp hạng, với thứ hạng cao nhất là hạng 29 tại Hà Lan. Video ca nhạc của bài hát do Matthew Rolston làm đạo diễn, phát hành tháng 11 năm 1998, trong đó Jackson hòa mình vào dòng nước trong khung nền xanh. Video "Everytime" của Britney Spears và "Stay" của Rihanna được cho là ảnh hưởng từ video này. Jackson chỉ trình diễn "Every Time" trong một vài ngày của chuyến lưu diễn The Velvet Rope Tour.

## Danh sách các phiên bản chính thức
- Bản album – 4:17
- Jam & Lewis Disco Remix – 4:10
- Jam & Lewis Disco Remix không lời – 4:10
- Call Out Research Hook – 0:21

## Xếp hạng
| Bảng xếp hạng (1998/1999)                     | Vị trí cao nhất |
| --------------------------------------------- | --------------- |
| Australian Singles Chart                      | 52              |
| Dutch Top 40                                  | 29              |
| French Singles Chart                          | 95              |
| German Singles Chart                          | 67              |
| New Zealand Singles Chart                     | 34              |
| UK Singles Chart                              | 46              |
| U.S. Billboard Bubbling Under Hot 100 Singles | 25              |

## Danh sách bài hát
| Đĩa CD quảng cáo tại Vương quốc Anh (VSCDJ1720) 1. "Every Time" (album) – 4:17 Đĩa CD tại Vương quốc Anh (VSCDT1720) 1. "Every Time" (album) – 4:17 2. "Every Time" (Jam & Lewis Disco Remix) – 4:10 3. "Accept Me" – 4:07 Đĩa CD quảng cáo tại Mỹ (DPRO-13637) 1. "Every Time" (album) – 4:17 2. "Every Time" (Call Out Hook) – 0:21 | Đĩa 12" tại châu Âu (VST1720) 1. "Every Time" (album) – 4:17 2. "Every Time" (Jam & Lewis Disco Remix) – 4:10 3. "Every Time" (Jam & Lewis Disco Remix Không lời) – 4:10 Đĩa CD tại Nhật (VJCP-12093) 1. "Every Time" (album version) – 4:17 2. "I Get Lonely" (Jason's Special Sauce Dub) – 6:44 3. "I Get Lonely" (The Jason Nevins Radio Remix) – 3:13 |